# Longgenacris rufiantennus
Longgenacris rufiantennus är en insektsart som beskrevs av Zheng, Z. och S.-z. Wei 2003. Longgenacris rufiantennus ingår i släktet Longgenacris och familjen gräshoppor. Inga underarter finns listade i Catalogue of Life.